# الكونيوم
الكونيوم هو ذرة غريبة تتكون من حالة ارتباط كاون موجبة الشحنة وكاون سالبة الشحنة. لم يتم رصد الكونيوم تجريبياً ومن المتوقع أن يكون له عمر قصير في حدود 10−18 ثانية .